# ستيف أونيل
ستيف أونيل (بالإنجليزية: Steve O'Neill) هو لاعب كرة قاعدة أمريكي، ولد في 6 يوليو 1891 في سكرانتون في الولايات المتحدة، وتوفي في 26 يناير 1962 في كليفلاند في الولايات المتحدة بسبب نوبة قلبية.

## روابط خارجية
- ستيف أونيل على موقع دوري كرة القاعدة الرئيسي (الإنجليزية)
- ستيف أونيل على موقعبيزبول رفرنس.كوم (الدوري الرئيسي) (الإنجليزية)
- ستيف أونيل على موقعبيزبول رفرنس.كوم (الدوري الثانوي) (الإنجليزية)
- ستيف أونيل على موقع إي إس بي إن.كوم (أم.أل.بي) (الإنجليزية)
- ستيف أونيل على موقع مشجعي الرسوم البيانية (الإنجليزية)